# Le coeur au poing
Le coeur au poing è un film del 1998 diretto da Charles Binamé.

## Riconoscimenti
- Globo di Cristallo 1998 al Festival internazionale del cinema di Karlovy Vary